# Murata Tsuneyoshi
Murata Tsuneyoshi est un nom japonais traditionnel ; le nom de famille (ou le nom d'école), Murata, précède donc le prénom (ou le nom d'artiste).

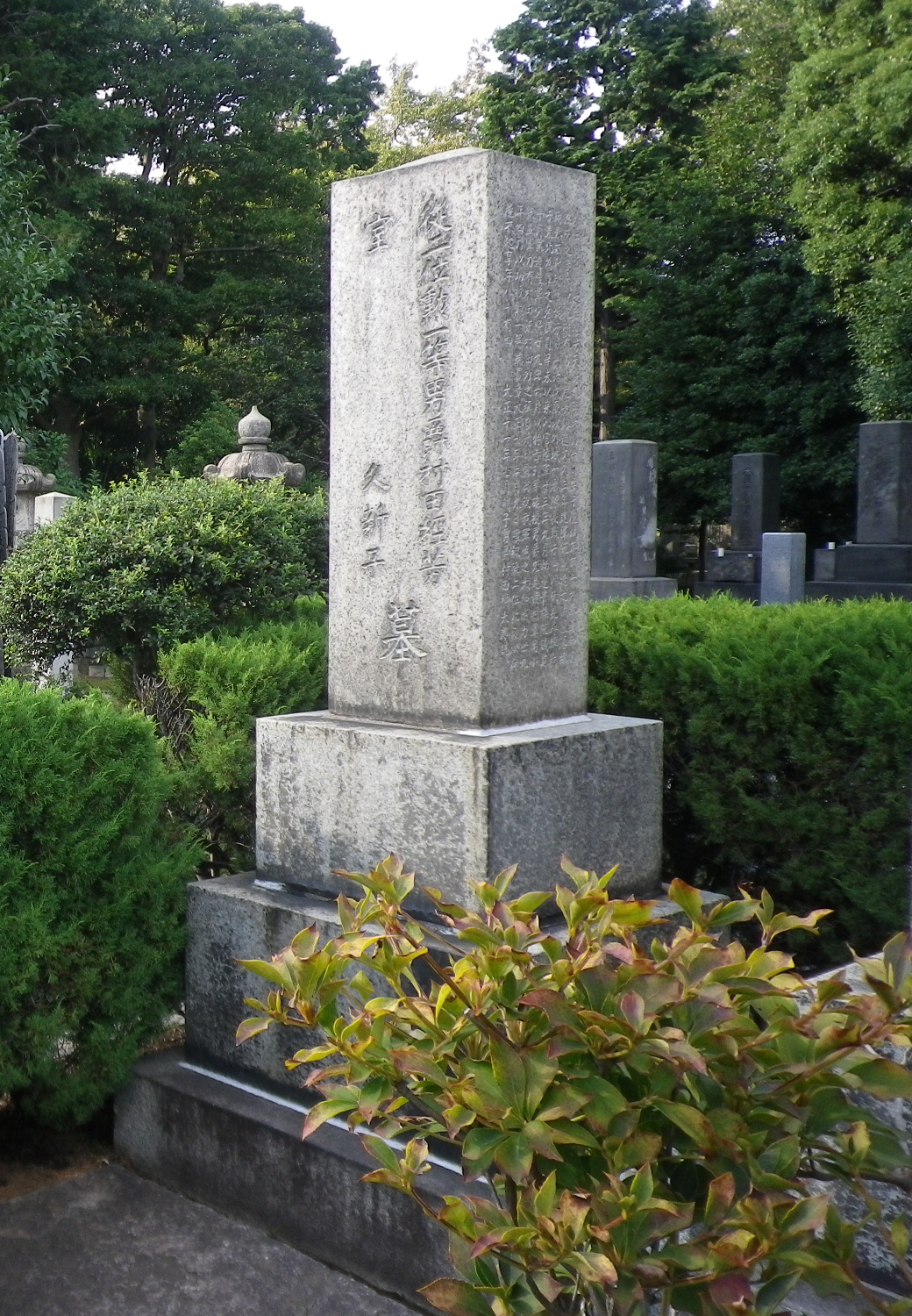
Tombe de Murata Tsuneyoshi au cimetière de Yanaka à Tokyo.

Le baron Murata Tsuneyoshi ([anc.] 村田經芳 [puis] 村田経芳, Murata Tsuneyoshi, 30 juillet 1838-9 février 1921), aussi connu sous le surnom de Yūemon (勇右衛門) ou Keizaemon (勁左衛門), est un samouraï qui devint général de l'Armée impériale japonaise durant l'ère Meiji. Il est le concepteur du fusil Murata (en), l'arme standard de l'armée japonaise de 1880 à 1900.

## Biographie
Né à Kagoshima, Murata est le fils de Murata Ransai Tsunenori (村田蘭斎經徳), un samouraï servant le domaine de Satsuma. Très bon tireur, il participe à la guerre de Boshin de 1868-1869. En 1871, il est promu sous-lieutenant dans la nouvelle armée impériale japonaise. En 1875, il est envoyé en France, en Allemagne, en Suède et dans d'autres pays pour y étudier les techniques d'artillerie et les armes. Il est promu major à son retour et devient instructeur à l'académie militaire de Toyama (ja). En 1880, il participe au développement du premier fusil produit au Japon, le fusil Murata (en), qui est adopté par l'armée sous le nom de « Type 13 ». Il retourne plus tard en Europe et continue d'améliorer sa création.
En 1890, il entre à la Chambre des pairs par décision impériale. En octobre de la même année, il devient major-général puis entre dans la réserve. En 1896, il reçoit le titre de baron (danshaku) selon le système de noblesse kazoku pour ses services durant la guerre de Boshin et la rébellion de Satsuma de 1877.
Il conçoit également un guntō nommé Murata-tō qui n'utilise pas de métal japonais mais occidental et sera beaucoup utilisé durant la première guerre sino-japonaise et la guerre russo-japonaise.
Murata meurt en 1921 d'une maladie du foie. Il est enterré au cimetière de Yanaka à Tokyo.